# Mario Giuseppe Losano
Mario Giuseppe Losano (Casale Monferrato, 5 de outubro de 1939) é um filósofo do direito italiano; è tambèm jurísta da informática e brasilianista.